# Liste der Stolpersteine in Bad Saarow

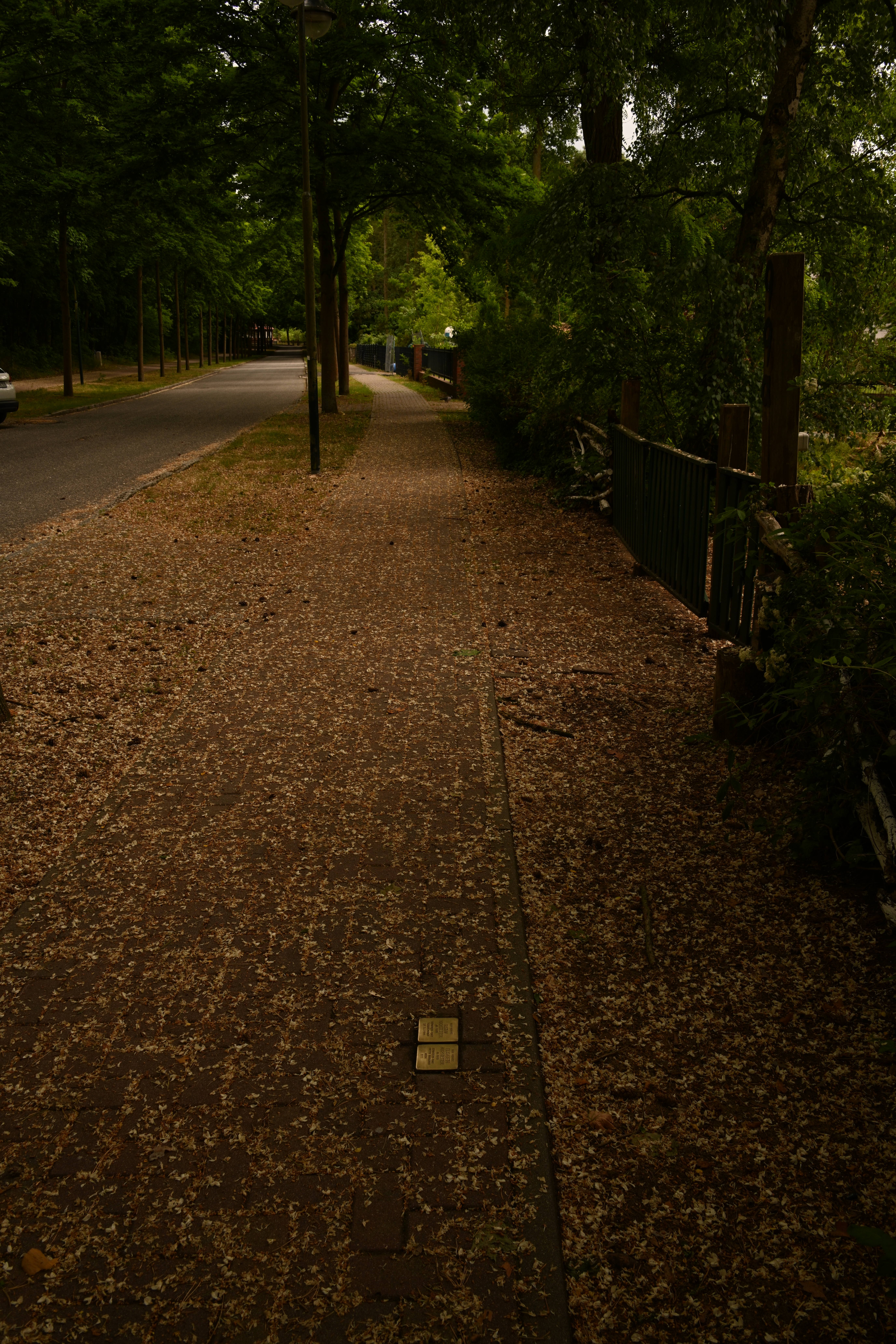
Stolpersteine Karl-Marx-Damm

Die Liste der Stolpersteine in Bad Saarow umfasst jene Stolpersteine, die vom Kölner Künstler Gunter Demnig in der brandenburgischen Stadt Bad Saarow verlegt wurden. Stolpersteine erinnern an das Schicksal der Menschen, die von den Nationalsozialisten ermordet, deportiert, vertrieben oder in den Suizid getrieben wurden. Die Stolpersteine wurden vom Kölner Künstler Gunter Demnig konzipiert und werden in der Regel von ihm vor dem letzten selbstgewählten Wohnsitz des Opfers verlegt.
Die ersten Stolpersteine wurden in Bad Saarow am 20. November 2008 verlegt.

## Liste
In Bad Saarow wurden 24 Stolpersteine an zwölf Adressen verlegt (Stand Ende 2020).
| Stolperstein      | Inschrift | Standort                    | Name, Leben                                       |
| ----------------- | --- | --------------------------- | ------------------------------------------------- |
|                   | HIER WOHNTE ALICE BASSER JG. 1907 SEIT 1942 VERSTECKT IN BERLIN ÜBERLEBT                                                 | Uferstraße 1 ()             | Alice Basser                                      |
|                   | HIER WOHNTE FELICIA BASSER GEB. DEUTSCHMANN JG. 1882 DEPORTIERT 1942 RIGA ERMORDET 8.9.1942                              | Uferstraße 1 ()             | Felicia Basser geb. Deutschmann                   |
|                   | HIER WOHNTE FRITZ BEHRENS JG. 1872 DEPORTIERT 1942 THERESIENSTADT ERMORDET 28.11.1942                                    | Platanenstraße 7 (Standort) | Fritz Behrens                                     |
|                   | HIER WOHNTE MARGARETE BEHRENS GEB. MAASS JG. 1878 DEPORTIERT 1942 THERESIENSTADT ERMORDET 16.5.1944 AUSCHWITZ            | Platanenstraße 7 (Standort) | Margarete Behrens geb. Maass                      |
| weitere Bilder \| | HIER WOHNTE BLANCA BRISKE GEB. WOLFF JG. 1882 DEPORTIERT 28.9.1942 THERESIENSTADT ERMORDET 18.5.1944 AUSCHWITZ           | Seestraße 34 (Standort)     | Blanca Briske, geb. Wolff (1882–1944)             |
| weitere Bilder \| | HIER WOHNTE PAUL BRISKE JG. 1868 GEDEMÜTIGT / ENTRECHTET VOR DEPORTATION TOT 7.9.1942                                    | Seestraße 34 (Standort)     | Paul Briske (1868–1942)                           |
|                   | HIER WOHNTE CLARA BRY GEB. ROSENDORFF JG. 1887 DEPORTIERT 1942 RIGA ERMORDET 5.2.1942                                    | Uferstraße 14 ()            | Clara Bry geb. Rosendorff                         |
|                   | HIER WOHNTE LEO BRY JG. 1881 DEPORTIERT 1942 RIGA ERMORDET 5.2.1942                                                      | Uferstraße 14 ()            | Leo Bry                                           |
|                   | HIER WOHNTE ELSBETH FIESELER GEB. RIESE JG. 1872 DEPORTIERT 1942 THERESIENSTADT TOT 24.2.1943                            | Bahnhofsplatz 10 (Standort) | Elsbeth Fieseler, geb. Riese (1872–1943)          |
|                   | HIER WOHNTE FRITZ GERSTLE JG. 1889 VERHAFTET BERLIN NACH GESTAPOVERHÖREN FLUCHT IN DEN TOD 12.12.1934                    | Karl-Marx-Damm 81/83 ()     | Fritz Gerstle                                     |
|                   | HIER WOHNTE IDA GOLDSTEIN GEB. EICHELSBAUM JG. 1871 DEPORTIERT 1942 THERESIENSTADT ERMORDET 29.9.1942 TREBLINKA          | Bahnhofsplatz 10 (Standort) | Ida Goldstein, geb. Eichelsbaum (1871–1942)       |
|                   | HIER WOHNTE JOSEFINE HERRNSTADT JG. 1874 DEPORTIERT 26.6.1942 THERESIENSTADT ERMORDET 19.9.1942 TREBLINKA                | Kirchstraße 4 ()            | Josefine Herrnstadt                               |
|                   | HIER WOHNTE MORITZ HIRSCHLER JG. 1864 MISSHANDELT NOV. 1938 VON NSDAP-MITGLIEDERN TOT 21.9.1940 IM JÜDISCHEN KRANKENHAUS | Silberberger Straße 7 ()    | Moritz Hirschler                                  |
|                   | HIER WOHNTE VILMA HIRSCHLER GEB. BERNSTEIN JG. 1878 GEDEMÜTIGT / ENTRECHTET FLUCHT IN DEN TOD 24.9.1942                  | Silberberger Straße 7 ()    | Vilma Hirschler geb. Bernstein                    |
|                   | HIER WOHNTE ELISABETH HOCHSTETTER JG. 1915 DEPORTIERT 1942 GHETTO WARSCHAU MINSK ?                                       | Karl-Marx-Damm 99 ()        | Elisabeth Maria Hochstetter                       |
|                   | HIER WOHNTE GUSTAV HOCHSTETTER JG. 1873 DEPORTIERT 1942 THERESIENSTADT TOT 26.7.1944                                     | Karl-Marx-Damm 99 ()        | Gustav Hochstetter wurde zum Prof. h. c. ernannt. |
|                   | HIER WOHNTE PAUL C. LANDSHOFF JG. 1886 FLUCHT 1934 BELGIEN INTERNIERT MECHELEN DEPORTIERT 1942 ZIEL UNBEKANNT TOT 1942   | Karl-Marx-Damm 23-27 ()     | Paul C. Landshoff                                 |
| weitere Bilder \| | HIER WOHNTE BARUCH MARCUS JG. 1875 DEPORTIERT 28.10.1942 THERESIENSTADT ERMORDET 16.5.1944 AUSCHWITZ                     | Seestraße 24 (Standort)     | Baruch Marcus (1875–1944)                         |
| weitere Bilder \| | HIER WOHNTE DOROTHEA MARCUS GEB. ROSENTHAL JG. 1887 DEPORTIERT 28.10.1942 THERESIENSTADT ERMORDET 16.5.1944 AUSCHWITZ    | Seestraße 24 (Standort)     | Dorothea Marcus, geb. Rosenthal (1887–1944)       |
|                   | HIER WOHNTE IDA PHILIPPI GEB. LESKE JG. 1868 GEDEMÜTIGT / ENTRECHTET TOT 27.10.1941                                      | Silberberger Straße 7 ()    | Ida Philippi geb. Leske                           |
|                   | HIER WOHNTE MARGARETE PHILIPPI JG. 1906 DEPORTIERT 12.1.1943 ERMORDET IN AUSCHWITZ                                       | Silberberger Straße 7 ()    | Margarete Philippi                                |
|                   | HIER WOHNTE GEORG ZEHDEN JG. 1873 DEPORTIERT 1942 THERESIENSTADT TOT 23.10.1942                                          | Karl-Marx-Damm 53 ()        | Georg Zehden                                      |
|                   | HIER WOHNTE KLAUS ZEHDEN JG. 1907 DEPORTIERT 1943 AUSCHWITZ ERMORDET 4.3.1944                                            | Karl-Marx-Damm 53 ()        | Klaus Zehden                                      |
|                   | HIER WOHNTE LISBETH ZEHDEN GEB. GUTTMANN JG. 1879 DEPORTIERT 1942 THERESIENSTADT ERMORDET 16.5.1944 AUSCHWITZ            | Karl-Marx-Damm 53 ()        | Lisbeth Zehden geb. Gutmann                       |

## Verlegungen
- 20. November 2008: Bahnhofsplatz 10, Karl-Marx-Damm 53 und 99[3]
- 13. November 2009: Kirchstraße 4, Seestraße 24 und 34, Silberberger Straße 7[4]
- 22. Oktober 2010: Uferstraße 1 und 14, Platanenstraße 7[5]
- 12. Oktober 2011: Karl-Marx-Damm 25 und 81/83[6]